# Bj league

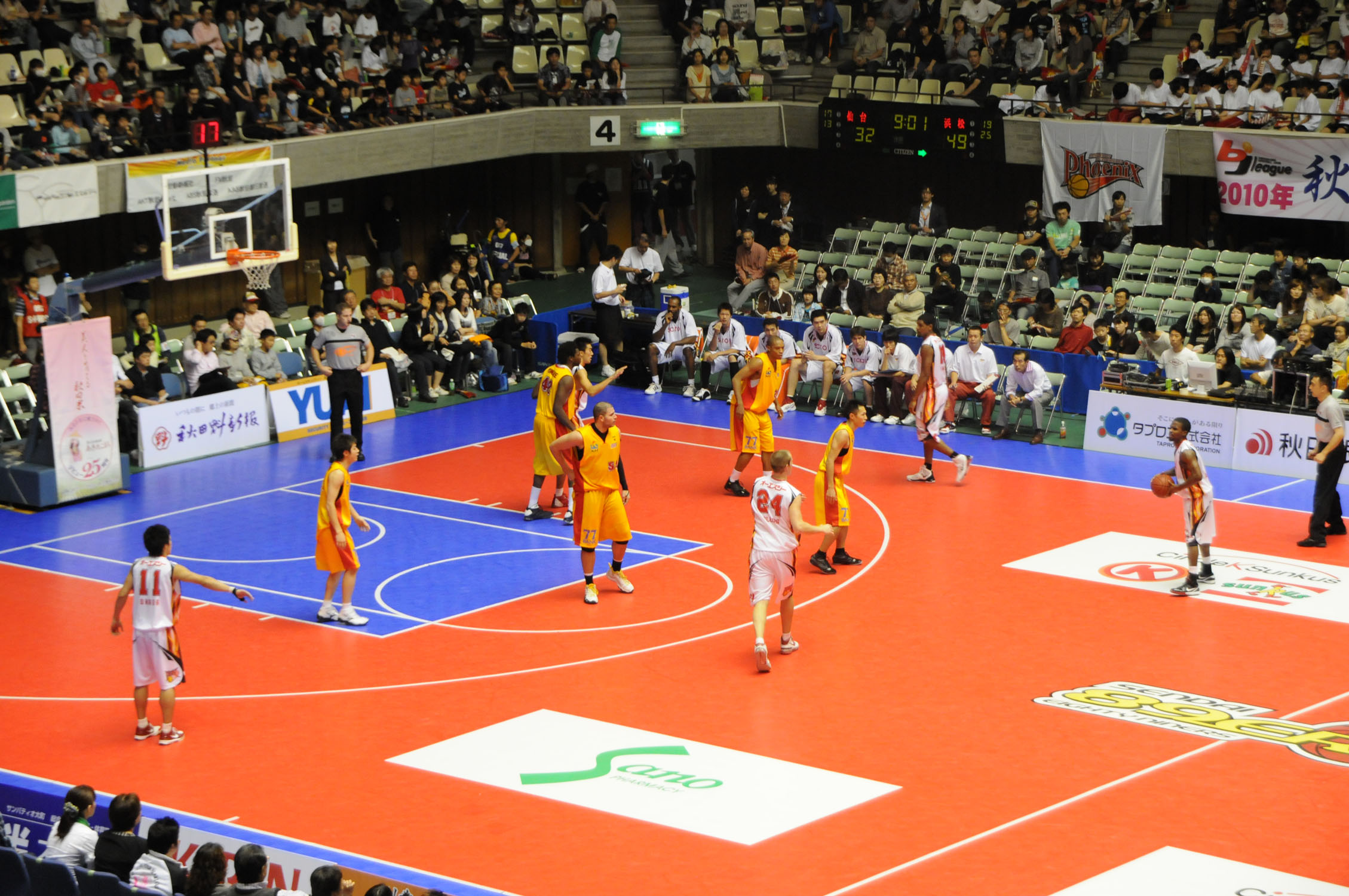
Spiel der bj league

Die bj league (jap. bjリーグ, bj rīgu von Basketball Japan), eigentlich Nihon Pro Basketball League (日本プロバスケットボールリーグ, Nihon puro basukettobōru rīgu) ist eine professionelle japanische Basketballliga. Sie entstand 2005 in Konkurrenz zur bis dahin dominierenden Japan Basketball League. Die Liga ist in zwei Divisionen, die Eastern Conference mit sechs Teams und die Western Conference mit sieben Teams, unterteilt.
Veranstalter der Liga ist das am 24. März 2005 gegründete Unternehmen K.K. Nihon Pro Basketball League (株式会社日本プロバスケットボールリーグ, Kabushiki kaisha ~). Hauptsponsor ist Spalding.

## Geschichte
Die erste Saison 2005–2006 fand im Zeitraum 5. November 2005 bis 16. April 2006 mit 40 Spielen pro Team statt. Bei 6 Starter-Teams ergab das 120 Spiele in der Saison. Der erste Draft fand am 6. Juni 2005 statt. Die Playoffs und das Finale fanden vom 28. bis 30. April 2006 statt. Nur die 4 besten Teams nahmen an den Playoffs teil. Es durften 15 Spieler pro Team angemeldet werden, ohne Einschränkungen bezüglich der Nationalität.
Die 6 ersten Teams der neuen Liga waren:
- Sendai 89ERS
- Niigata Albirex
- Saitama Broncos
- Tokyo Apache
- Osaka Evessa
- Oita Heatdevils

In den drei Folgejahren kamen jeweils zwei neue Teams hinzu, und 2009 ein weiteres.

## Aktuelle Saison
In der aktuellen Saison spielt jedes Team 52 Spiele. Jedes Team darf maximal drei nicht-asiatische und vier nicht-japanische Spieler im Spiel haben. Am Ende der Saison spielen die vier besten Teams jeder Konferenz in den Playoffs um den Meistertitel. Zum Abschluss der Saison gibt es ein All-Star Game.

### Western Conference
- Sendai 89ERS (Sendai, Präfektur Miyagi)
- Niigata Albirex BB (Niigata, Präfektur Niigata)
- Toyama Grouses (Toyama, Präfektur Toyama)
- Saitama Broncos (Tokorozawa, Präfektur Saitama)
- Tokyo Apache (Shibuya, Präfektur Tokio)
- Hamamatsu Higashimikawa Phoenix (Hamamatsu, Präfektur Shizuoka und Region Higashimikawa, Präfektur Aichi)

### Eastern Conference
- Shiga Lakestars (Ōtsu, Präfektur Shiga)
- Kyoto Hannaryz (Kyōto, Präfektur Kyōto)
- Osaka Evessa (Kadoma, Präfektur Osaka)
- Takamatsu Five Arrows (Takamatsu, Präfektur Kagawa)
- Rizing Fukuoka (Fukuoka, Präfektur Fukuoka)
- Oita Heat Devils (Beppu, Präfektur Ōita)
- Ryukyu Golden Kings (Ginowan, Präfektur Okinawa)

## Bisherige Meister
- 2005–2006 Osaka Evessa
- 2006–2007 Osaka Evessa
- 2007–2008 Osaka Evessa
- 2008–2009 Ryukyu Golden Kings
- 2009–2010 Hamamatsu Higashimikawa Phoenix
- 2010–2011 Hamamatsu Higashimikawa Phoenix
- 2011–2012 Ryukyu Golden Kings
- 2012–2013 Yokohama B-Corsairs
- 2013–2014 Ryukyu Golden Kings
- 2014–2015 Hamamatsu Higashimikawa Phoenix
- 2016–2016 Ryukyu Golden Kings